# ピコデビモン
ピコデビモンはデジタルモンスターシリーズに登場する架空の生命体・デジタルモンスターの一種。

## 概要
デジモンペンデュラム3・ナイトメアソルジャーズで初登場。モデルはコウモリ。ピコは一兆分の一を意味する接頭辞で、英語では半分を意味する接頭辞デミをつけたデミデビモンという名前に変更されている。ただし、一部の表記では「プチデビモン」と誤植されることもある。

## 種族としてのピコデビモン
ヴァンデモンやデビモンの使い魔として出現することが多い小悪魔型デジモン。同じ小悪魔型デジモンのイビルモンとは仲が良い。

### 基本データ
- 世代/成長期
- タイプ/小悪魔型
- 属性/ウィルス
- 必殺技/ピコダーツ
- 得意技/悪魔の囁き、バッドフラッター
- 勢力/ナイトメアソルジャーズ

### 亜種・関連種・その他
- イビルモン
- デビモン
- ヴァンデモン

## 登場人物としてのピコデビモン

### デジモンアドベンチャー
ヴァンデモンの部下として登場。声優は宮田幸季。太一の失踪中に徐々に子供たちを分断させていた。巧みな話術による心理攻撃を得意としているが、単純な戦闘能力ではパタモンにも劣る。エンジェウーモンに倒されたヴァンデモンがヴェノムヴァンデモンとして復活した後、最初に食われて死んでしまうが、アノードテイマー・カソードテイマーではミレニアモンの力によってか復活を遂げている。
「デジモングランプリ!」にも登場しており、注射器型のミサイルに乗って参加。1位になろうと他のレーサーたちを妨害するも、あと一歩のところで優勝を逃してしまった。本編で使用した「ピコダーツ」に加え、注射器型マシーンの「巨大ミサイル攻撃」も使用した。

### その他
- デジモンアドベンチャーVテイマー01 - デーモン軍の部下。小型カメラによって太一たちの動向をエテモンへ伝えていた。
- デジモンワールド2 - ブラックソードのマスコット。
- デジモンフロンティア - 第11話にて占い師の村の住民として登場（後ろ姿のみで、顔は見せていない）。後に第17話にてアキバマーケットの客として登場。
- デジモンセイバーズ - 第11話にてイビルモンと共に3体が登場。声優は矢部雅史、松本吉朗、千々和竜策（日本語版）。リーダー格と部下の2体で構成されており、『サー・イエッサー』を合言葉に統率された動きを得意とする。白鳥多助の金を手に入れたいという欲望に反応し、師弟の競走馬にピコダーツを撃ち込んで勝たせるなどして欲望を叶えさせた。その後、ヤケになった多助の自分の店を壊したいという願望を受けて破壊活動を行うが、ジオグレイモンの「メガフレイム」で纏めてデジタマに還された。彼らは人間のやりたいことを素直に実行したに過ぎず、あまりに身勝手な人間に怒ってさえいたので、他のシリーズと比べて他者への悪意で行動しているわけではないという珍しいタイプである。
- デジモンゴーストゲーム - OP映像でシルエットが確認できる他、第15話にてフェレスモンの配下デジモンであるブギーモンが見せた幻として登場。